# Herbert Schade
Herbert Otto Emanuel Schade (ur. 26 maja 1922 w Solingen, zm. 1 marca 1994 tamże) – zachodnioniemiecki lekkoatleta (długodystansowiec), medalista olimpijski z 1952.
Zdobył brązowy medal w biegu na 5000 metrów na igrzyskach olimpijskich w 1952 w Helsinkach (za Emilem Zátopkiem z Czechosłowacji i Alainem Mimounem z Francji).
Na mistrzostwach Europy w 1954 w Bernie zajął 4. miejsce w biegu na 10 000 metrów i nie ukończył biegu finałowego na 5000 metrów. Wystąpił we wspólnej reprezentacji Niemiec na igrzyskach olimpijskich w 1956 w Melbourne, gdzie zajął 9. miejsce w biegu na 10 000 metrów i 12. miejsce w biegu na 5000 metrów.
Schade był mistrzem Niemiec w biegu na 5000 metrów w latach 1950, 1951, 1954 i 1955, wicemistrzem w 1949 oraz brązowym medalistą w 1957, a także mistrzem biegu na 10 000 metrów w latach 1952-1954 i 1956 oraz wicemistrzem w 1957.
10 sierpnia 1951 w Sztokholmie jako pierwszy Niemiec przebiegł 10 000 metrów w czasie poniżej pół godziny (29:55,4). Ustanowił cztery rekordy RFN na 5000 metrów (do wyniku 14:06,6 8 czerwca 1952 w Nienburgu) oraz trzy rekordy w biegu na 10 000 metrów do wyniku 29:24,8 (14 września 1952 w Düsseldorfie).